# 我爱上的人是奇葩
《我爱上的人是奇葩》（英語：You're the Worst）是一部美国喜劇电视剧，于2014年7月17日在FX首播的电视剧，第二季開始移至FXX播出。影集講述自我中心的作家吉米(克里斯·吉爾飾演)與具有自我毀滅傾向的公關主管格蕾琴(艾雅·凱許飾演)嘗試發展一段感情，而他們的朋友埃德加(德斯敏·伯吉斯飾演)與琳賽(凱瑟·唐納休飾演)也參與其中。
影集於2014年7月17日首播。2014年9月30日，FX續訂了13集的第二季，並於2015年9月9日於FXX首播。第二季聚焦於重度憂鬱症以及其對現代感情生活的影響。2016年9月，FX續訂影集第四季 ，並於2017年9月6日首播。2017年11月，FX續訂影集最終第五季，並於2019年1月9日首播。劇終集於2019年4月3日播出。

## 劇情
吉米和格蕾琴在威農和貝卡·芭芭拉的婚禮上相識。貝卡在兩年前拒絕了了吉米的求婚，吉米認為貝卡邀請他到婚禮上只是為了用她跟威農的婚禮當面羞辱他，但他還是參加，並決定毀了她的婚禮作為報復。格蕾琴則是貝卡的妹妹琳賽邀請來的客人。琳賽也是讓格蕾琴能夠過著充滿性愛、藥物以及搖滾樂生活模式的人。格蕾琴是一個三人饒舌歌手團體的公關人員，住在一間髒亂的公寓裡，而吉米則是一名作家，住在銀湖的高檔公寓並開著BMW代步，但他只出了一本自己在分手憂鬱期寫的小說，而且銷量很小且在當地書店滯銷。他靠著為八卦雜誌寫稿獲得的支票賺錢過活。吉米在對貝卡說了冒犯性的話語後被踢出婚禮，接著後認識了企圖帶著婚禮禮品落跑的格蕾琴(她在發現自己偷走的不是食物調理機而是果汁機而感到沮喪)。兩人在宣稱彼此間並沒有發展感情的意圖後發生了一夜情。在接下來的幾週，儘管他們認定彼此的感情只是不負責任地「出去然後玩個爽」，他們的距離卻開始不斷拉近。
在平行發展的故事中，琳賽與富裕又俗套的保羅結婚，此人雖然正直但個毫無個性，有著宅宅的興趣如天文學、釀造啤酒以及自行車運動。這場無愛的婚姻只是琳賽試圖比姐姐貝卡過得更好的嘗試，因她搶先結婚並持有更多物質享受。琳賽的婚姻在她又開始嗑藥、酗酒並與另外一個男人外遇後開始崩潰。貝卡與威農的婚姻也不愉快，威農是個不成熟的男人，只對跟他的朋友一起在他的男人窩裏面看運動賽事跟喝酒狂歡有興趣。吉米的朋友埃德加是名伊拉克戰爭退伍軍人，飽受創傷後壓力症候群折磨，而埃德加就住在吉米的家中。在第一季期間，吉米希望兩人住在一起的安排是暫時性的，並希望埃德加搬出去，但過了很久後吉米明顯發現他平常都依賴埃德加的家事技能、料理技能以及友誼過活。

## 演員和角色

### 主要
- 克里斯·吉爾（英语：Chris Geere） 飾演 吉米·西伯·歐佛利

一名住在洛杉磯的英國作家，性格自私且麻木不仁，吉米總是用「我只是實話實說」來為自己的行為開脫。
- 艾雅·凱許 飾演 格蕾琴·卡特勒

一名憤世嫉俗又魯莽的音樂公關主管，她患有重度憂鬱症，但她總是對外隱瞞此事。
- 德斯敏·伯吉斯（英语：Desmin Borges） 飾演 埃德加·昆特羅

一名患有創傷後壓力症候群的伊拉克戰爭退伍軍官，是吉米最好的朋友兼室友。
- 凱瑟·唐納休（英语：Kether Donohue） 飾演 琳賽·吉利安

格蕾琴放縱的好友，格蕾琴認為她為了錢跟一個宅男結婚是出賣了自己的靈魂。

### 常设
- 珍妮特·瓦尼（英语：Janet Varney） 飾演 貝卡·芭芭拉

琳賽的姐姐，吉米的前女友。
- 陶德·羅伯特·安德森 飾演 威農·芭芭拉

琳賽的姐夫，貝卡幼稚的丈夫。威農是名「專門為老女人置換股關節」的骨科醫生。第四季時他因一場致命的醫療疏失而被吊銷醫師執照。
- 艾倫·麥克勞德 飾演 保羅·吉利安

琳賽有錢的前夫，就官方說法來看，保羅在銀行以「財富管理部門執行副總裁」的職位工作，但他似乎沒有任何需要在工作時間做的正事。
- 夏恩·法蘭西斯·史密斯 飾演 奇利安·茂斯

吉米與埃德加的青少年鄰居。在第二季九尾，奇利安的父母離婚，而他則去吉米的房子裡面殺時間。第三季時，奇利安告訴大家他的父親毫無理由地離開他家。第四季時奇利安為了還父親欠愛爾蘭酒吧店主的債而以酒吧吉祥物身份打工。
- 布蘭登·麥卡·史密斯（英语：Brandon Mychal Smith） 飾演 山姆·德列斯頓

格蕾琴的主要客戶。山姆率領一個充滿「街頭」形象三人饒舌團體，但他開始想改行經營美國工匠風格的裝潢與擺設。
- 史蒂芬·史奈德 飾演 泰·維蘭
- 喬凡妮·山繆斯（英语：Giovonnie Samuels） 飾演 布莉安娜
- 達雷爾·布里特·吉布森（英语：Darrell Britt-Gibson） 飾演 「屎蛋」戴爾
- 艾倫·馬爾多納多 飾演 「甜心肖仔」柴克瑞
- 馬基納·托巴（英语：Mageina Tovah） 飾演 艾美·卡丁格
- 科萊特·沃爾夫（英语：Collette Wolfe） 飾演 桃樂絲·杜爾塢
- 泰莎·費雷爾（英语：Tessa Ferrer） 飾演 尼娜·昆